# Houville-la-Branche
Houville-la-Branche – miejscowość i gmina we Francji, w Regionie Centralnym, w departamencie Eure-et-Loir.
Według danych na rok 1990 gminę zamieszkiwały 332 osoby, a gęstość zaludnienia wynosiła 24 osoby/km² (wśród 1842 gmin Regionu Centralnego Houville-la-Branche plasuje się na 814. miejscu pod względem liczby ludności, natomiast pod względem powierzchni na miejscu 948.).